# Acanthocanthopsis quadrata
Acanthocanthopsis quadrata – gatunek widłonoga z rodziny Chondracanthidae. Opisał go w 1945 roku duński zoolog Poul Heegaard, tworząc dla niego rodzaj Acanthocanthopsis. Widłonóg ten jest pasożytem ryb bytującym na ich skrzelach bądź płetwach. Holotyp to okaz z muzeum w Uppsali pozyskany z ryby z rodzaju Diodon złowionej w Japonii. Skorupiaki te stwierdzono też na rybach Dicotylichthys punctulatus i Contusus brevicaudus złowionych w wodach Australii (stany Wiktoria i Nowa Południowa Walia).